# Habenaria diplonema
Habenaria diplonema är en orkidéart som beskrevs av Rudolf Schlechter. Habenaria diplonema ingår i släktet Habenaria och familjen orkidéer. Inga underarter finns listade i Catalogue of Life.